# Бабаджан, Али
Али Бабаджан (тур. Ali Babacan; род. 4 апреля 1967, Анкара) — турецкий политик, экономист, инженер; основатель и с 9 марта 2020 года лидер Партии Демократии и Прорыва (DEVA). Бабаджан, который занимал пост министра экономики, иностранных дел Турции в течение 13 лет с 2002 по 2015 года, был депутатом Анкары в течение 16 лет и членом Великого Национального Собрания Турции. Также 8 лет был членом Совета Национальной Безопасности. Ему принадлежит рекорд самого продолжительного срока министра в истории Турецкой Республики.
В 2001 году стал основателем правящей Партии Справедливости и Развития — ПСР (АК Parti). Он занимал пост государственного министра экономики с 18 ноября 2002 по 29 августа 2007 года с более широкими полномочиями. После занимал пост министра иностранных дел с 29 августа 2007 по 1 мая 2009 года. Али Бабаджан был первым министром Турции по делам вступления в Европейский Союз. В период с 2005 по 2009 год он занимал должность главного переговорщика, органа, в котором велись переговоры о полноправном членстве Турции в Европейском союзе.
После мирового экономического кризиса 2008 года снова занимал должность министра экономики с 1 мая 2009 по 6 июля 2011 года. Также с 1 мая 2009 по 28 августа 2015 года занимал должность вице премьер-министра Турции в 61-м и 62-м правительствах.
Али Бабаджан взял на себя задачу управления болезненной программой экономических реформ во время своего министерства, подкрепленный миллиардными долгами МВФ и 14 мая 2013 году все кредиты Турции МВФ были закрыты. Таким образом, за 19 лет впервые был обнулен долг Турции перед МВФ; Турецкая экономика значительно восстановилась после двух серьёзных кризисов. Он всегда избегал бурных полемик на турецкой политической арене и сосредоточивался исключительно на экономических реформах, действуя как технократ, не впадая в популизм. На протяжении всей своей политической жизни он посещал собрания различных идейных организаций.
В 2019 году Бабаджан покинул правящую ПСР, сославшись на «глубокие разногласия» по поводу направления движения партии и основал свою Партию Демократии и Прорыва (DEVA).

## Образование и Карьера
В 1985 году окончил колледж Анкары первенством. В 1989 году получил степень бакалавра в Ближневосточном техническом университете и окончил факультет промышленной инженерии первенством (4,00 из 4,00). Затем продолжил обучение в США. В 1992 году Бабаджан получил степень MBA в школе менеджмента имени Келлога.
Два года работал в Чикаго в компании «QRM, Inc», занимающейся финансовым консультированием топ-менеджмента американских банков. В 1994 году Бабаджан вернулся в Турцию, в том же году работал главным советником мэра Анкары. В 1994—2002 годах занимал должность руководителя текстильной компании «Babacan Tekstil», принадлежавшей его семье c 1928 года.

## Основание ПСР (AK Parti) и 13 летний период министерства
14 августа 2001 года была основана Партия справедливости и развития (Ak Parti) и Али Бабаджан находился в числе основателей партии, среди которых также были Реджеп Тайип Эрдоган, Абдулла Гюль, Бюлент Аринч и другие. 3 ноября 2002 года был избран членом Великого национального собрания от Анкары. 18 ноября 2002 года был назначен суперминистром экономики с более широкими полномочиями.
За период управления Бабаджаном Турция вышла из глубокого экономического кризиса 2001 года, когда 20 банков объявили банкротство, процентные ставки за ночь достигали рекордных отметок в 7500 %, инфляция достигала 68 %, а местная валюта имела 6 нулей из-за постоянно высоких инфляций. В период Бабаджана инфляция уже через 2 года упала до однозначного числа и в 2004 году составила 9,3 %, а в 2005 — 7,72 %. Таким образом удалось ликвидировать 6 нулей из турецкой лиры. Турецкая экономика стремительно росла. С 2002 по 2007 ВВП Турции выросла с 240 млрд долларов до 680 млрд долларов установив невиданные для страны рекорды.
Турция также долгие годы была зависима от кредитов МВФ. В период Бабаджана же Турция погасила все свои долги перед МВФ, и последние кредиты были закрыты в 2013 году на прямом эфире с символическим нажатием кнопки оплаты Бабаджаном. Также в период Бабаджана внешние долги Турции сократились. В 2001 году внешние долги составляли 56 % по отношению к ВВП, несмотря на стремительный рост экономики внешние долги по отношению к ВВП пошли на спад. В 2005 году внешние долги снизились до 33 %, в 2008 составляли 35,8 %, а в 2011 — 36,4 %. Как отмечают экономисты начиная с 2002 года когда Турция начала переговоры по вступлению в ЕС во главе с Бабаджан и в целом улучшения демократии способствовало потоку инвесторов в страну. Тем самым Турция прожила плодотворный период.
В 2007 году Бабаджан передал экономику и перешёл в Министерство иностранных дел откуда ушёл Абдулла Гюль на пост президента. Как заявил Бабаджан в его период управления Министерством иностранных дел репутация Турции в мире была на высшем уровне. Бабаджан за неделю до выборов в США отправился туда и в течение недели вёл переговоры с командами иностранных дел каждого кандидата в президенты США. Благодаря беспристрастной политике он добился того, что первой страной, которую навестил избранный президент США Барак Обама стала Турция. Отношения между двумя государствами усилились, а также открылись пути для новых экономических и политических сотрудничеств. Также Турция сыграла ключевую роль в войне в Грузии в 2008 году. Благодаря нейтральной политике Бабаджана за кратковременный срок Турция смогла договориться со сторонами и заморозить конфликт. Такую же политику Бабаджан вёл в конфликте между Пакистаном и Индией, благодаря чему Турция сыграла важную роль в этом регионе для достижения мира.

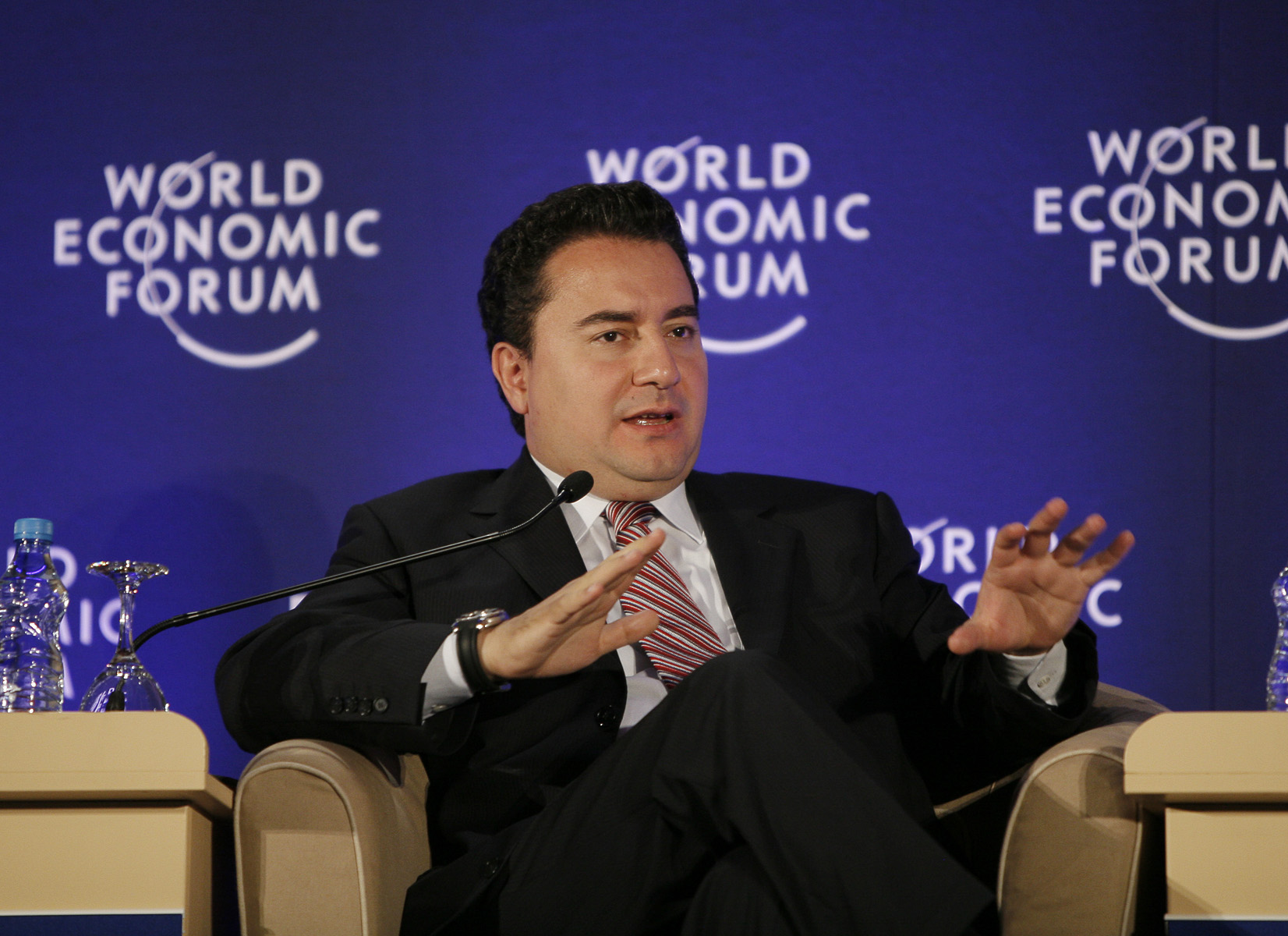
Али Бабаджан — World Economic Forum — Давос, Швейцария.

После мирового экономического кризиса 2008 года турецкая экономика сократилась на 5 %, безработица выросла до рекордных значений в 15 %. В 2009 году Али Бабаджан передал Министерство иностранных дел Ахмету Давутоглу и снова вернулся на пост главы Министерства Экономики. Также Бабаджан стал вице премьер-министром по делам экономики. За 2 года безработица упала до 9 %, а экономика снова начала расти. ВВП Турции с 648 млрд долларов выросла до 838 млрд долларов в период с 2009 по 2011 год. Таким образом Турция вышла из мирового экономического кризиса и стала самой быстрорастущей экономикой мира. Тем самым во Всемирном Экономическом Форуме в Давосе (Швейцария) давая слово Бабаджану, Мартин Вольф, главный экономический обозреватель Financial Times, сказал: «Вы единственный, кто занимает здесь привилегированное положение, преподайте нам урок». И лауреат Нобелевской премии по экономике Джозеф Стиглиц о экономический политике Бабаджана отозвался следующим образом: Вы продвинулись в лучших сферах, в которых страна должна тратить деньги.
В 2011 году Бабаджан передал министерство экономики и остался только в должности вице премьер-министра по делам экономики. А в 2013 году турецкая экономика достигла своего максимума за всю историю и ВВП оценивалась в 957 млрд долларов. А ВВП на душу население выросла с 3.687 до 12.614 долларов в период с 2002 по 2013 года.
В 2015 году срок службы Али Бабаджана подошла к концу. А в новом правительстве он не принял должность, при этом продолжил оставаться депутатом Анкары до 2018 года.
Бабаджан также был участником ряда международных встреч, в частности присутствовал на Всемирном экономическом форуме в Давосе и на собрании Бильдербергского клуба куда был приглашён 8 раз в 2003, 2004, 2005, 2007, 2008, 2009, 2012 и 2013 годах.

## Цели Мира на период до 2030
В 2010 году при ООН во главе Пан Ги Мун была основана команда из 22 человек в числе которых находился Бабаджан для создания отчёта и документов к цели мира на период до 2030 года. Итоговый документ Генассамблеи «Преобразование нашего мира: Повестка дня в области устойчивого развития на период до 2030 года» содержит 17 глобальных целей и 169 соответствующих задач. Эти цели были названы в резолюции Генассамблеи «Повесткой дня на период до 2030» года и они заменили собой Цели развития тысячелетия. Над документом была проведена 2 года работы — Цели Устойчивого Развития.
Бабаджан в презентации ЦУР добавил следующее: «Если ни одна страна не примет никаких мер, через некоторое время мир перестанет быть пригодным для жизни, а экологические катастрофы достигнут уровня, который затронет весь мир. Бедность должна быть сокращена, экономический рост и неравенство в распределении доходов должны быть исправлены для обеспечения устойчивого развития. Устойчивая окружающая среда и постоянный доступ к чистым водным ресурсам чрезвычайно важны для будущих поколений, в противном случае быстрый экономический рост и быстрое развитие в краткосрочной перспективе могут означать оставление мира, в котором невозможно жить для будущих поколений. Что бы страны ни делали прямо сейчас, если они будут продолжать то, что они делают, если они не примут никаких мер, мир перестанет быть пригодным для жизни. В 2030 году более 3 миллиардов человек в мире окажутся за чертой бедности».
«В отчёте мы в первую очередь обращаемся к правительствам, важно укреплять права женщин и гендерное равенство. К 2015 году доступ к начальному образованию должен быть завершён. Все правительства во всём мире должны достичь среднего образования, то есть уровня образования, который мы называем средней школой, к 2030 году. Правительства и деловой мир должны работать вместе, поддерживать молодых предпринимателей, женщины должны быть более активными в экономической жизни, повышать энергоэффективность, увеличивать долю возобновляемых источников энергии».
Также Бабаджан находился в группе 16-ти «мудрых людей» сформированный G20 для новых рекомендаций. Рекомендации в отчёте собраны в 3-х разделах. В первой части есть конкретные предложения о том, как получить финансирование, которое позволит достичь «Целей Устойчивого Развития», объявленных Организацией Объединённых Наций на 2030 год. Основанная 21 апреля 2017 года, группа действовала полностью самостоятельно. Созданный секретариат из четырёх человек оказывал группе материально-техническую поддержку. За полтора года группа собралась восемь раз в разных городах мира; получил мнения из мира науки, аналитических центров, международных финансовых институтов, неправительственных организаций и частного сектора; проведены обширные консультации. Все, что было сделано за десятилетие с начала мирового финансового кризиса, текущие проблемы, области риска, которые могут вызвать новые кризисы, и меры, которые необходимо принять, были тщательно оценены. Особое внимание было уделено выполнимости рекомендаций, которые будут представлены в отчёте. Некоторые из этих рекомендаций должны быть выполнены быстро. Многие предложения могут быть реализованы самое позднее в течение нескольких лет. Итоговый отчёт был создан с полного согласия участников группы.

## Расхождения с ПСР (AK Parti)
В годы министерства Бабаджан также работал над различными реформами в числе которых бюджетное правило, закон политической этики, прозрачность в государственном управлении. Но ни один из предложенных им реформ не был принят Эрдоганом. В 2009 году Бабаджан подал в отставку, но отставка была отклонена премьер министром Эрдоганом. Бабаджан продолжил работу министром экономики и вице премьер-министром при Эрдогане, затем при Давутоглу. С этого момента Бабаджан и Эрдоган всячески различались и входили в полемику перед прессой над экономическими вопросами. Также Бабаджан начиная с 2012 года неоднократно утверждал что без сильной демократии и установления законов экономика пойдёт на спад. Если Турция не проведет структурные реформы в области образования, не создаст правовое государство и не усилит демократию, то в будущем мы эти плодотворные дни будем искать со свечкой.
В полемике усиления-торможения экономики Бабаджан сказал следующее: «Мы едем по туманной и извилистой дороге. Пассажиры говорят водителю нажать на газ. И естественно водитель ни в коем случае не будет слушать пассажиров», в том числе намекая и на премьер министра Эрдогана.
В 2015 году после ухода из министерства Бабаджан выразил следующее: «Я сожалею что принял участие в последнем правительстве». Бабаджан продолжил оставаться в партии ПСР и тайно от прессы вёл борьбу внутри партии. В течение 4 лет Бабаджан держал молчание перед прессой и ни в одной рекламной кампании ПСР не принимал участие. Также Бабаджан принимал участие в разных конференциях и делился своими мыслями о политической и экономической обстановке Турции.
В референдуме 2017 года несмотря на то что Бабаджан был избран лицом кампании референдума президентом Эрдоганом, он отказался от рекламы референдума и спустя 4 года 21 мая 2021 в передаче «Диван с Букет Айдын» добавил следующее: «Я им сказал, что если я выйду и начну говорить о референдуме, то те, кто послушают меня, пойдут и проголосуют за отмены референдума».
В 2018 году Али Бабаджан в президентских выборах работал над кандидатурой экс-президента Турции Абдуллы Гюль на пост президента при поддержке всех оппозиционных партий. Глава самой большой оппозиционной партии Кемаль Кылычдароглу также был намерен отказаться от своей кандидатуры и поддержать Абдуллу Гюль, но все попытки Бабаджана оказались безуспешны и кандидатура Абудллы Гюль была снята. По мнению аналитиков причиной стал отказ одной из значимых оппозиционных партий (İYİ Parti) от кандидатуры Абдуллы Гюль.
Бабаджан в репортаже «Диван с Букет Айдын» (21 мая 2021) заявил следующее: «Кандидатура Абдулла Гюль не реализовалась и на этом Турция потеряла следующие 5 лет. Турция прожила 2 атаки курса доллара и лира потеряла цену. Турция потеряла все резервы Центрального Банка (130 млрд долларов), демократия значительно ослабела, страна начала возвращаться в темные дни 90-х».
В 2019 году Али Бабаджан навестил президента Эрдогана и оповестил о своём уходе и основании новой партии. После чего сам Эрдоган на прямом эфире заявил что не желал ухода Бабаджана и даже предложил ему различные должности в правительстве. Но все предложения были отклонены Бабаджаном.

## DEVA — Новая Партия
Делегация, сформированная учредительным комитетом Али Бабаджаном, подала петицию об учреждении новой партии в Министерство внутренних дел 9 марта 2020 года. Партия получила название «Партия Демократии и Прорыва» с аббревиатурой «DEVA». Бывшие министры Садулла Эргин, Нихат Эргун, Сельма Алие Каваф и депутат Стамбула Мустафа Енероглу, вышедшие из ПСР (AK Parti), также были включены в список учредительного совета из 90 человек. Совет учредителей партии DEVA провел первое заседание 10 марта 2020 года. Али Бабаджан был единогласно избран председателем собрания.

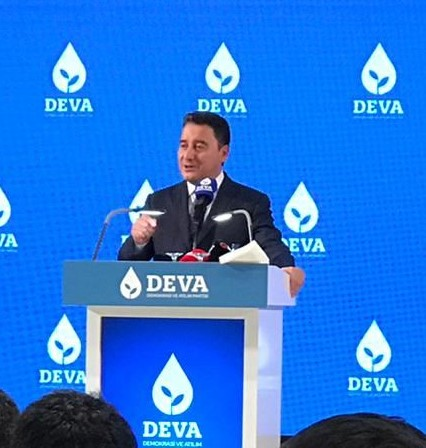

В партии Deva нет отдельных молодёжных и женских отделений. Они все работают и принимают решения вместе с советом учредителей. В партии есть квота 20 % молодёжи (до 30 лет) и 35 % женщин, что является рекордом в Турции. Во всех штабах (даже в провинциальных) обязательное условие выполнения положенных квот.
Как заявил Бабаджан в одном из репортажей — «Я не был успешен в борьбе внутри партии ПСР. В нашу партию внедрились неправильные люди, те кто ранее нас, господина Эрдогана и нашу партию критиковали. Теперь они вжились в нашу партию ради власти, силы и денег. Когда мы работали над улучшением демократии, качества жизни граждан и над экономикой, они внутри партии замышляли против нас. И они имели не самые стандартные мысли, мы об этом предупреждали господина Эрдогана, но все попытки оказались безуспешными. В итоге Турция потеряла всё что до определённого момента добилась. Потому мы решили основать новую партию с блестящими кадрами. Кадры DEVA состоят из честных людей, которые профессионалы в своём деле».
В партии DEVA нет одной господствующей идеологии. Партия не называет себя либеральной, консервативной или социалистической. Левой или правой. И даже отказывается от термина Центристская партия. Под крышей партии работают люди с разными идеологиями, которые не могут сойтись на прошлом, но видят одну и ту же Турцию в будущем.
Также партия DEVA во главе с Бабаджан ещё до начала основания начала работу над 20 разными сферами в области образования, технологии, сельского хозяйства, экономики, внешней и внутренней политики, юстиционной политики, социальной политики, здравоохранения и др. Цель создать в каждой сфере обширный план с учётом бюджета и времени на воплощение и объявить о каждой законченной работе народу, прежде чем пойти на выборы. Тем самым партия DEVA впервые в истории Турции объявляет о планах и программах в различных сферах ещё до выборов и прихода к власти.

## Личная жизнь
Женат на Улькю Зейнеп Бабаджан (1995), трое детей — Керем, Дилара, Эмир.

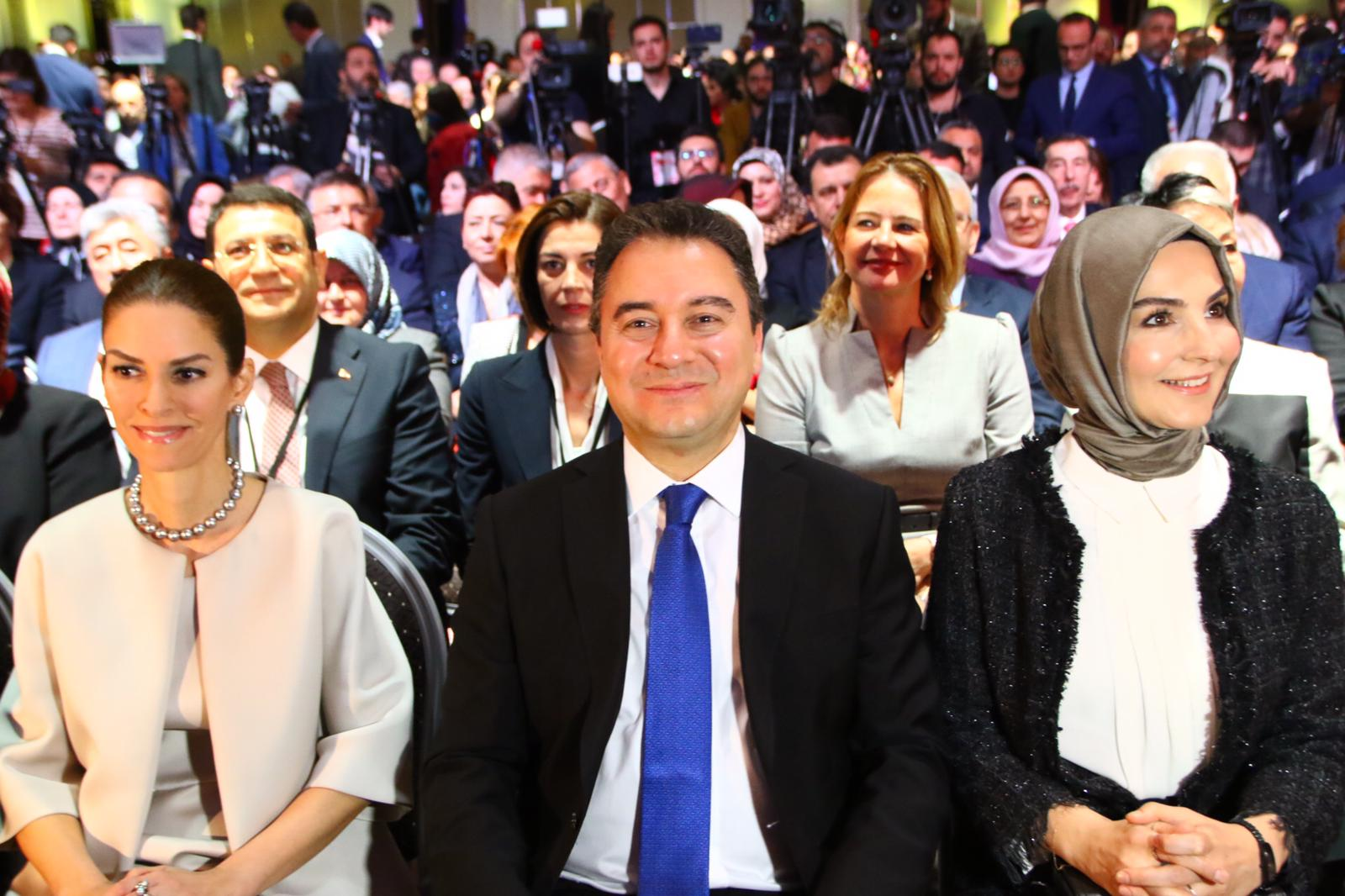